# Vlado Ilievski
Vlado Ilievski (Strumica, Macedònia del Nord, 19 de gener de 1980) és un exjugador professional de bàsquet macedoni.
Ilievski va començar la seva carrera com a professional a l'Strumica Nemetali Ograzden (1996 - 1998), equip de la seva ciutat natal, des d'on va viatjar als EUA per jugar un any al St. Thomas Aquinas High School (Connecticut). Posteriorment tornaria a Europa de la mà del KK Partizan de Belgrad, equip on milita fins a la temporada 2000/01.
La temporada 2001/02 fitxa pel KK Olimpija Ljubljana, on es dona a conèixer a la resta d'Europa en els seus 2 anys en l'equip eslovè, fins que a la temporada 2003/04 la seva trajectòria com a professional dona un gir, i fitxa pel Futbol Club Barcelona, club on va militar dos anys fins a emprendre el viatge a Itàlia de la mà de la Virtus Roma (2005/06). Posteriorment va fitxar per la Virtus Bolonya, i va acabar la seva etapa italiana en el Montepaschi Siena, per tornar a Ljubljana on a mitjan temporada (2008/09) marxava cedit al TAU Ceràmica. El 2011 deixa Ljubljana i passa fugaçment per l'Anadolu Efes i pel Lokomotiv Kuban. El setembre del 2012 firma pel KK Cedevita

## Palmarès

### Lligues
- Campió de la Lliga d'Eslovènia amb el KK Olimpija Ljubljana (2001/2002)
- Campió de la Lliga Adriàtica amb el KK Olimpija Ljubljana (2001/2002)
- Campió de la Lliga ACB amb el Fútbol Club Barcelona (2003/2004)
- Campió de l'Scudetto Italià amb el Montepaschi Siena (2007/2008)

### Copes
- Campió de la Copa de Iugoslàvia amb el KK Partizan Belgrad de Belgrad (1998/1999)
- Campió de la Copa de Iugoslàvia amb el KK Partizan Belgrad de Belgrad (1999/2000)
- Campió de la Copa d'Eslovènia amb el KK Olimpija Ljubljana (2001/2002)
- Campió de la Copa d'Eslovènia amb el KK Olimpija Ljubljana (2002/2003)
- Campió de la Copa del Rei amb el TAU Ceràmica (2008/09)

### Altres
- Campió de la Supercopa ACB amb el Fútbol Club Barcelona (2004/2005)
- Campió de la Lliga Catalana con el Fútbol Club Barcelona (2004/2005)